# Capela da Santa Cruz (Balazar)
A Capela da Santa Cruz, também conhecida como Capela da Santa Cruz de Balazar, é uma capela situada na localidade de Balazar, no Município de Póvoa de Varzim.
Teve origem na aparição, no local, de uma cruz desenhada na terra, no dia do Corpo de Deus de 1832, cerca de quinze dias antes do desembarque do Mindelo. O principal promotor da veneração da cruz e da construção da capela foi o balazarense Custódio José da Costa. A Paróquia de Balazar possui um extenso documento, produzido em Braga em 1834, onde é narrada a aparição, inclusive com relatórios elaborados por párocos de freguesias vizinhas.
Francisco Gomes de Amorim, em As Duas Fiandeiras, conta a romaria da Santa Cruz de 1845. Por altura do centenário da aparição, entre 1933 e 1935, foi publicado no jornal poveiro A Propaganda, um primeiro e desenvolvido estudo histórico sobre a Santa Cruz. Vinte anos mais tarde, saiu novo estudo no Boletim Cultural Póvoa de Varzim, assinado pelo antigo e culto pároco de Balazar, Leopoldino Mateus.
Conservam-se quatro ex-votos dedicados à Santa Cruz, todos do século XIX.
Mais tarde, no século XX, as revelações de Jesus Cristo à Beata Alexandrina de Balazar vieram justificar o verdadeiro motivo do aparecimento prodigioso da cruz na localidade.